# Friedrich Berges
Friedrich Berges –conocido como Friedel Berges– (23 de octubre de 1903-13 de agosto de 1969) fue un deportista alemán que compitió en natación, especialista en el estilo libre. Ganó cuatro medallas en el Campeonato Europeo de Natación, en los años 1926 y 1927.

## Palmarés internacional
| Campeonato Europeo | Campeonato Europeo  | Campeonato Europeo | Campeonato Europeo |
| Año                | Lugar               | Medalla            | Prueba             |
| ------------------ | ------------------- | ------------------ | ------------------ |
| 1926               | Budapest ( Hungría) | Medalla de oro     | 4 × 200 m libre    |
| 1926               | Budapest ( Hungría) | Medalla de plata   | 1500 m libre       |
| 1926               | Budapest ( Hungría) | Medalla de bronce  | 400 m libre        |
| 1927               | Bolonia ( Italia)   | Medalla de oro     | 4 × 200 m libre    |